# Никодимов Яків Іванович
Яків Іванович Никоди́мов (нар. 19 грудня 1908, Київ — пом. 24 грудня 1982, Жданов) — український радянський художник і педагог; член Спілки радянських художників України з 1938 року.

## Життєпис
Народився 19 грудня 1908 року в місті Києві. Виховувався в дитячому будинку.
Художню освіту опановував в Київському художньому інституті, куди влаштувався 1928 року. 1932 року закінчив повний курс (викладачі Карпо Трохименко, Михайло Козиу, Фотій Красицький, Володимир Денисов, Федір Кричевський). По розподілу після інституту потрапив до міста Луганська, де викладав у місцевому художньому училищі.
Під час німецько-радянської війни у 1941 році отримав бронь, був задіяний на камуфляжних роботах по маскуванню важливих об'єктів. Не встиг евакуюватись і опинився на тимчасово захоплених територіях. Переховувався у селах, де виконував малярські роботи,  створював ікони й портрети на замовлення. 1943 року, по звільненню Ворошиловграда, організував в місті художньо-скульптурну майстерню. Мав державну радянську нагороду: медаль «За доблесну працю у Великій Вітчизняній війні 1941—1945 рр.».
1949 року перебрався на проживання до міста Жданова. У 1950–1970-ті роки очолював художню студію при Палаці культури заводу «Азовсталь». Виховав не одне покоління маріупольських художників, серед яких Євген Скорлупін, Володимир Миски-Оглу, Олександр Бондаренко, Олег Ковальов, Юрій Муравйов, Тетяна Лисенко. 
Жив у Жданові в будинку на вулиці Апатова № 139, квартира 29.  Помер у Жданові 24 грудня 1982 року.

## Творчість
Працював в галузі станкового та акварельного живопису. Серед робіт:
- «Страта молодогвардійців» (1944);
- «Донецький степ» (1944);
- «Криголам» (1955);
- «Кавказ» (1950–1970-ті);
- «Любителі поезії» (1964);
- «Раціоналізатори» (1964—1965);
- «Вручення ордена Південній Магнітці» (1967).

Брав участь у всеукраїнських виставках з 1944 року.
Деякі роботи художника зберігаються в Луганському художньому та Маріупольському краєзнавчому музеях.